# Ferrovia Treviglio-Cremona
La ferrovia Treviglio-Cremona è una linea ferroviaria italiana di proprietà statale a scartamento ordinario che collega la città di Cremona a quella di Treviglio.
La gestione dell'infrastruttura e degli impianti ferroviari è affidata a RFI SpA, società del gruppo Ferrovie dello Stato, che definisce la linea come complementare.

## Storia
| Tratta                | Inaugurazione   |
| --------------------- | --------------- |
| Treviglio-Soresina    | 1º gennaio 1863 |
| Soresina-Casalbuttano | 16 marzo 1863   |
| Casalbuttano-Cremona  | 1º maggio 1863  |

Tra gli impegni che la Südbahn si era assunta, assieme a quello di completare la costruzione della ferrovia Milano-Venezia, vi era quello di costruire una strada ferrata da Treviglio a Cremona, allo scopo di dotare la città sul Po di un collegamento ferroviario.
Il progetto della linea ferroviaria si innestava nel contesto della rete asburgica lombardo-veneta. Fin dagli anni quaranta del XIX secolo, la pianura centrale lombarda era attraversata dalla Milano-Treviglio, primo tronco della ferrovia Ferdinandea. Negli anni successivi ci furono diverse richieste da parte del notabilato cremasco, cremonese e mantovano di costruire una seconda linea meridionale alla Ferdinandea stessa che da Treviglio unisse le tre città per congiungersi alla costruenda Mantova-Verona presso Sant'Antonio Mantovano. L'obiettivo di queste richieste era di migliorare i collegamenti con la città di Milano, a quel tempo affidati a servizi di diligenze.
A metà degli anni cinquanta erano stati presentati diversi progetti allo scopo di unire la città di Cremona a Milano: passando per Treviglio, per Codogno (come diramazione della progettata Milano-Piacenza) e per Lodi (tramite l'ipotizzata ferrovia cremonese-cremasca-lodigiana). In questo contesto, grazie all'influenza del cremasco Carlo Donati, con la convenzione del 27 novembre 1856, la società ferroviaria dei Rothschild accettò anche la costruzione della linea ferroviaria Treviglio-Cremona in cambio della possibilità di utilizzare il già esistente tronco Milano-Treviglio. L'impegno iniziale della Südbahn era quello di completare la strada ferrata entro il 1861, tuttavia lo scoppio della seconda guerra di indipendenza rimandò i programmi.
A seguito del Trattato di Zurigo, che sanciva la separazione politica fra la rete ferroviaria austriaca e quella italiana, e della Convenzione del 25 giugno 1860, la concessione del progetto fu passata ad una nuova società la quale era sempre con la maggioranza del capitale in mano ai Rothschild: la Società delle Strade Ferrate della Lombardia e dell'Italia Centrale. Questa impresa si impegnò a costruire la linea entro il 1863, ottenendo in cambio l'esercizio della stessa fino al 1 gennaio 1955.
Il progetto definitivo fu redatto da Cesare Bernardi che predispose anche quello dell'originario ponte sul Serio. Nel 1862 cominciarono i lavori di sbancamento e di posa della massicciata. Al termine dello stesso anno, il tracciato, partendo dalla stazione di Treviglio, giungeva fino a Soresina e quindi fu aperto all'esercizio il 1º gennaio dell'anno successivo. Su richiesta dell'onorevole Stefano Jacini, il 16 marzo dello stesso anno fu aperto all'esercizio il tronco da Soresina a Casalbuttano, mentre la linea intera fu inaugurata il 1º maggio.
Al momento dell'inaugurazione, i fabbricati viaggiatori e il magazzino merci della stazione di Crema erano in legno. Una situazione considerata provvisoria dato che l'impresa ferroviaria costruttrice manifestò l'intenzione di sostituirli in tempi successivi con edifici in muratura, che vennero realizzati due decenni dopo. Il tronco Olmeneta-Cremona fu predisposto per un eventuale raddoppio, mentre per il tratto restante furono effettuati gli espropri necessari. Il passaggio della ferrovia sul territorio di Vailate fu impedito dal notabilato locale, per cui Bernardi dovette progettare un nuovo tracciato all'interno del territorio di Caravaggio.

### Dal 1863 ai giorni nostri
Nei decenni successivi, la linea seguì le vicende delle proprietà ferroviarie dei Rothschild: con la Convenzione dal 1865 fu gestita dalla Società per le Ferrovie dell'Alta Italia, la quale fu acquistata dallo Stato nel 1875. Conseguentemente il Governo procedette al riscatto della strada ferrata.
Nel 1878, con il completamento della direttissima Treviglio-Rovato, il nodo riguardante le stazioni trevigliesi fu rivoluzionato. Fu soppresso il tronco diretto fra la vecchia stazione di Treviglio, che fu dismessa, e la stazione di Caravaggio, sostituito da un tratto ferroviario passante per la nuova stazione di Treviglio.
A seguito delle convenzioni ferroviarie del 1885, la ferrovia entrò nella Rete Adriatica, esercita dalla Società Italiana per le strade ferrate meridionali. Nel 1905, con il processo di statizzazione delle ferrovie, fu presa in carico dalle Ferrovie dello Stato, che la gestirono fino al 2001, anno in cui passò sotto l'esercizio di RFI, società nata dallo scorporo delle FS.
La Treviglio-Cremona abbandonò la trazione a vapore nel 1966, quando fu dotata di automotrici diesel, rimaste in servizio fino al 14 maggio 1977, data in cui venne attivata l'elettrificazione.

## Caratteristiche
La linea è una ferrovia a binario singolo, lunga 64,5 km, ed elettrificata in corrente continua alla tensione di 3000 volt. Lo scartamento adottato è quello ordinario da 1435 mm.
Al momento dell'inaugurazione, la ferrovia era lunga 66 chilometri ed era dotata di sette stazioni, oltre ai capolinea, e di cinquantotto case cantoniere. Le curve erano quindici, mentre la pendenza massima, che si raggiungeva nel tratto tra Treviglio e Caravaggio, era del 5‰.

## Percorso
| Continuation backward |

| Stop on track |

| Unknown route-map component "eBHF" |

|  | Unknown route-map component "exSTR" + Unknown route-map component "kABZ23" |

| Unknown route-map component "dCONTgq" | Unknown route-map component "kABZq1" | Unknown route-map component "xKRZ+k4" + Unknown route-map component "kSTRc1" | Unknown route-map component "kkABZ+4r" | Unknown route-map component "d" |

|  | Unknown route-map component "exSTR" | Station on track |

| 0+000  |
| 64+576 |

| Unknown route-map component "d" |  | Unknown route-map component "xKRWg+l" | Unknown route-map component "KRWr" + One way leftward | Unknown route-map component "dCONTfq" |

| Unknown route-map component "SKRZ-Au" |

| Station on track |

| Stop on track |

| Station on track |

| Small bridge over water |

| Station on track |

| Unknown route-map component "hKRZWae" |

| Unknown route-map component "uexCONTgq" | Unknown route-map component "emKRZ" | Unknown route-map component "uexCONTfq" |

| Stop on track |

| Station on track |

|  | Station on track | Unknown route-map component "exKBHFa" |

|  | Unknown route-map component "eKRWgl" | Unknown route-map component "exKRWg+r" |

| Unknown route-map component "d" | Unknown route-map component "exCONTgq" | Unknown route-map component "eKRZo" | Unknown route-map component "exABZlr" | Unknown route-map component "exdCONTfq" |

| Station on track |

| Small bridge over water |

|  | Unknown route-map component "ABZg+l" | Unknown route-map component "CONTfq" |

| Station on track |

| Non-passenger station/depot on track |

|  | Unknown route-map component "ABZg+l" | Unknown route-map component "CONTfq" |

| Station on track |

| Unknown route-map component "CONTgq" | Unknown route-map component "ABZgr" |  |

| Unknown route-map component "exCONTgq" | Unknown route-map component "eABZgr" |  |

| Continuation forward |

Il percorso della ferrovia è del tutto pianeggiante e sviluppato principalmente in direzione nord-sud. Attraversa le città di Caravaggio, Crema, Castelleone e Soresina, oltre a numerosi centri minori.
La parte terminale di linea, a sud della stazione di Olmeneta, è condivisa con la ferrovia Brescia-Cremona, attivata nel 1866.

## Traffico
La linea è servita esclusivamente da treni regionali Treviglio-Cremona eserciti da Trenord, a cadenza oraria per ogni direzione, che effettuano tutte le fermate. Nelle ore di punta alcune coppie di treni sono prolungate su Milano, offrendo quindi un collegamento diretto con il capoluogo lombardo ai centri serviti dalla linea.